# Ozicrypta australoborealis
Espèce
Ozicrypta australoborealis est une espèce d'araignées mygalomorphes de la famille des Barychelidae.

## Distribution
Cette espèce est endémique du Territoire du Nord en Australie. Elle se rencontre vers la King River.

## Description
La femelle holotype mesure 16 mm.

## Étymologie
Son nom d'espèce lui a été donné en référence au lieu de sa découverte.

## Publication originale
- Raven, 1994 : Mygalomorph spiders of the Barychelidae in Australia and the Western Pacific. Memoirs of the Queensland Museum, vol. 35, no 2, p. 291-706 (texte intégral).